# Vs. (펄 잼의 음반)
| 전문가 평가               | 전문가 평가 |
| 평가 점수                 | 평가 점수   |
| 출처                      | 점수        |
| ------------------------- | ----------- |
| AllMusic                  | [ 2 ]       |
| Chicago Sun-Times         | [ 3 ]       |
| Entertainment Weekly      | B−          |
| Los Angeles Times         | [ 5 ]       |
| NME                       | 4/10        |
| Orlando Sentinel          | [ 7 ]       |
| Pitchfork                 | 7.6/10      |
| Rolling Stone             | [ 9 ]       |
| The Sydney Morning Herald | [ 10 ]      |
| USA Today                 | [ 11 ]      |

《Vs.》는 미국의 록 밴드 펄 잼의 두 번째 스튜디오 음반으로, 1993년 10월 19일, 에픽 레코드를 통해 발매되었다. 1991년 데뷔 음반 《Ten》을 지지하며 거침없는 투어 일정을 소화한 펄 잼은 1993년 초 데뷔의 상업적 성공을 좇아야 하는 도전에 직면하여 스튜디오로 향했다. 결과적인 음반인 《Vs.》는 밴드의 이전 발매에 비해 더 빠르고 공격적인 사운드를 선보였다. 이 밴드는 프로듀서 브렌던 오브라이언과 첫 번째 콜라보레이션이었고 드러머 데이브 애브러지스와 첫 음반이었다.
펄 잼은 《Vs.》에 대한 홍보 노력을 축소하기로 결정했는데, 여기에는 음반의 어떤 싱글도 뮤직 비디오 제작을 거절하는 것이 포함된다. 발매되자마자, 《Vs.》는 발매 첫 주 동안 판매된 음반의 대부분의 음반 판매 기록을 세웠는데, 이는 5년 동안 유지된 기록이다. 《Vs.》는 빌보드 200 차트에서 5주 동안 1위를 차지했는데, 이는 펄 잼 음반으로는 가장 오랜 기간 동안 지속되었다. 이 음반은 미국 음반 산업 협회에 의해 7배의 플래티넘 인증을 받았다.

## 녹음
두 번째 음반으로 펄 잼은 데뷔 음반인 《Ten》의 성공에 걸맞게 노력하는 중압감을 느꼈다. 2002년 인터뷰에서 기타리스트 마이크 매크리디는 "밴드는 꽤 크게 불었고 모든 것이 꽤 미친 짓이었다"고 말했다. 《Vs.》는 브렌던 오브라이언이 프로듀싱 업무를 담당한 최초의 펄 잼 음반이었다. 1991년 8월, 이 밴드에 합류해 음반 《Ten》을 순회했던 드러머 데이브 애브러지스와 함께한 밴드의 첫 음반이기도 했다. 《Vs.》 리허설은 1993년 2월, 워싱턴주 시애틀의 포테이토헤드 스튜디오에서 시작되었다. 그 후 밴드는 1993년 3월에 캘리포니아주 니카시오에 있는 현장으로 이동하여 녹음을 시작했다. 애브러지스는 이 고요한 녹음 사이트를 "천국"이라고 불렀고, 리드 보컬리스트 에디 베더는 "여기 정말 싫어... 나는 힘든 시간을 보냈어... 여기서 어떻게 록 음반을 만들까?"
밴드는 한 번에 한 곡씩 녹음하는 접근법을 취했고, 오브라이언과 각 곡이 완성되는 대로 그 곡들을 혼합하기로 합의했다. 오브라이언은 밴드 멤버들에게 라이브와 마찬가지로 많은 셋팅을 시켰고, 대부분의 곡들은 잼 세션으로 개발되었다. 기타리스트 스톤 고사드는 "내가 이미 정리된 여러 가지 물건을 들여오기보다는 좀 더 자연스럽고 밴드 지향적인 방식으로 사물이 발전하도록 허용한 것 같다"고 말했다. 고사드는 베더가 합류해 노래를 시작하자 편곡된 곡들이 대부분이라며 "노래하는 모습만으로 음악이 언제 바뀌고 싶은지 알 수 있었다"고 덧붙였다. 2009년 인터뷰에서 고사드는 "《Vs.》는 아마도 현명하게 녹음을 하는 것이 더 기분이 좋은 곳이었을 것입니다. 저는 그것이 어떻게 변화하고 진화할 수 있는지 보았습니다. 그래서 제게 많은 영감을 주었습니다. 발라드도 할 수 있고, 빠른 것도 할 수 있고, 느린 것도 할 수 있고, 펑크도 할 수 있습니다. 거기서 나는 에드에게 갈 곳이 많을 것이라는 것을 깨달았습니다."

## 커버 아트
커버 아트는 아멘트가 촬영한 것으로, 몬태나주 빅터에 위치한 라이프라인 농장의 앙고라 염소의 흑백 사진이 사용되었다. 아멘트에 따르면, 이 커버는 당시 밴드의 감정을 표현한 것으로, 아멘트는 "우리는 노예였다"고 말했다. 음반 부클릿에는 베더의 추가적인 그림과 글들이 포함되어 있으며, 그 중 하나는 사업 미팅 중에 낙서된 페이지로, "다시는 누구도 믿지 않겠다"는 문구가 적혀 있다. 〈W.M.A.〉의 가사 페이지에는 경찰의 잔혹 행위 피해자인 말리스 그린에 관한 뉴스 기사의 일부가 실려 있다.

## 투어
펄 잼은 1993년 가을과 1994년 봄에 미국에서 투어를 하며 음반을 홍보했다. 1993년 가을 투어는 미국 서부에 초점을 맞췄고 1994년 봄 투어는 미국 동부에 초점을 맞췄다. 업계 관계자들은 펄 잼의 투어를 레드 제플린의 투어 습관에 비유했는데, 이는 이 밴드가 "언론을 무시하고 팬들에게 직접 음악을 가져갔다"는 것이다. 이 순회공연 동안 그 밴드는 암표상을 막기 위해 티켓 가격을 제한했다.
이 밴드의 세 번째 음반인 《Vitalogy》의 여러 곡이 이 투어에서 초연되었다. 이 밴드의 1994년 4월 3일, 조지아주 애틀랜타에서 열린 폭스 시어터에서 열린 콘서트는 미국에서 라디오로 생중계되었다. 며칠 후, 너바나의 프런트맨 커트 코베인의 시신이 명백한 자살로 시애틀의 자택에서 발견되어 베더에게 깊은 영향을 주었다. 1994년 4월 8일, 버지니아주 페어팩스에서 열린 이 밴드의 패트리엇 센터에서 열린 콘서트에서 베더는 "나는 우리 중 누구도 오늘 밤 커트 코베인이 없었다면 이 방에 없었을 것이라고 생각한다"고 선언했다. 베더는 나중에 이렇게 말했다. "우리가 커트에 대해 알게 된 날... 그냥 빙글빙글 돌았어요. 저는 길을 잃어서 놀아야 할지, 아니면 그냥 집에 가야 할지, 아니면 예배에 참석해야 할지 몰랐어요. 그래도 아쉬움이 남습니다. 마지막 2주 동안 투어를 한 것이 더 나았을 것입니다. 저는 다음 2주 동안 이 게임을 하기로 결정했고 그 후에는 다시는 경기를 할 필요가 없을 것입니다." 

펄 잼은 1994년 3월, 일리노이주 시카고의 한 공연 후 티켓 판매업자 티켓마스터가 티켓에 서비스 요금을 추가했다는 것을 발견했을 때 격분했다. 투어에 이어, 밴드는 티켓마스터를 상대로 소송을 제기했는데, 티켓마스터는 자신들을 독점적인 존재라고 비난했고, 그들의 반경쟁 관행이 30% 이상의 가격 인상을 허용했다. 그 밴드의 의도는 팬들을 위해 티켓 가격을 낮추려는 것이었다. 1994년 여름 여행을 위한 펄 잼의 계획은 티켓마스터 불매운동의 결과로 취소되었다.
2016년 4월 16일, 사우스캐롤라이나주 그린빌에 있는 본 스쿠 웰니스 아레나에서 펄 잼은 밴드의 세트의 일부로 음반 전체를 순서대로 연주했다.

## 곡 목록
모든 곡들은 에디 베더에 의해 작사하였다.
| #   | 제목                                                 | 작곡                          | 재생 시간 |
| --- | ---------------------------------------------------- | ----------------------------- | --------- |
| 1.  | 〈Go〉                                               | 데이브 애브러지스             | 3:12      |
| 2.  | 〈Animal〉                                           | 스톤 고사드                   | 2:49      |
| 3.  | 〈Daughter〉                                         | 고사드                        | 3:55      |
| 4.  | 〈Glorified G〉                                      | 고사드, 마이크 매크리디       | 3:26      |
| 5.  | 〈Dissident〉                                        | 고사드, 매크리디, 제프 아멘트 | 3:35      |
| 6.  | 〈W.M.A.〉                                           | 애브러지스, 아멘트            | 5:59      |
| 7.  | 〈Blood〉                                            | 고사드, 매크리디              | 2:50      |
| 8.  | 〈Rearviewmirror〉                                   | 베더                          | 4:44      |
| 9.  | 〈Rats〉                                             | 아멘트                        | 4:15      |
| 10. | 〈Elderly Woman Behind the Counter in a Small Town〉 | 베더                          | 3:15      |
| 11. | 〈Leash〉                                            | 고사드, 매크리디              | 3:09      |
| 12. | 〈Indifference〉                                     | 아멘트, 고사드                | 5:02      |

## 인증
| 국가                                                  | 인증        | 판매량/출하량 |
| ----------------------------------------------------- | ----------- | ------------- |
| 아르헨티나 (CAPIF)                                    | 골드        | 30,000^       |
| 오스트레일리아 (ARIA)                                 | 4× 플래티넘 | 280,000^      |
| 캐나다 (뮤직 캐나다)                                  | 5× 플래티넘 | 500,000^      |
| 뉴질랜드 (RMNZ)                                       | 플래티넘    | 15,000^       |
| 노르웨이 (IFPI 노르웨이)                              | 골드        | 25,000*       |
| 스페인 (PROMUSICAE)                                   | 골드        | 50,000^       |
| 영국 (BPI)                                            | 골드        | 100,000^      |
| 미국 (RIAA)                                           | 7× 플래티넘 | 7,000,000^    |
| *판매량을 기반으로 한 인증 ^출하량을 기반으로 한 인증 |             |               |